# Raphael Oskar Unverdross

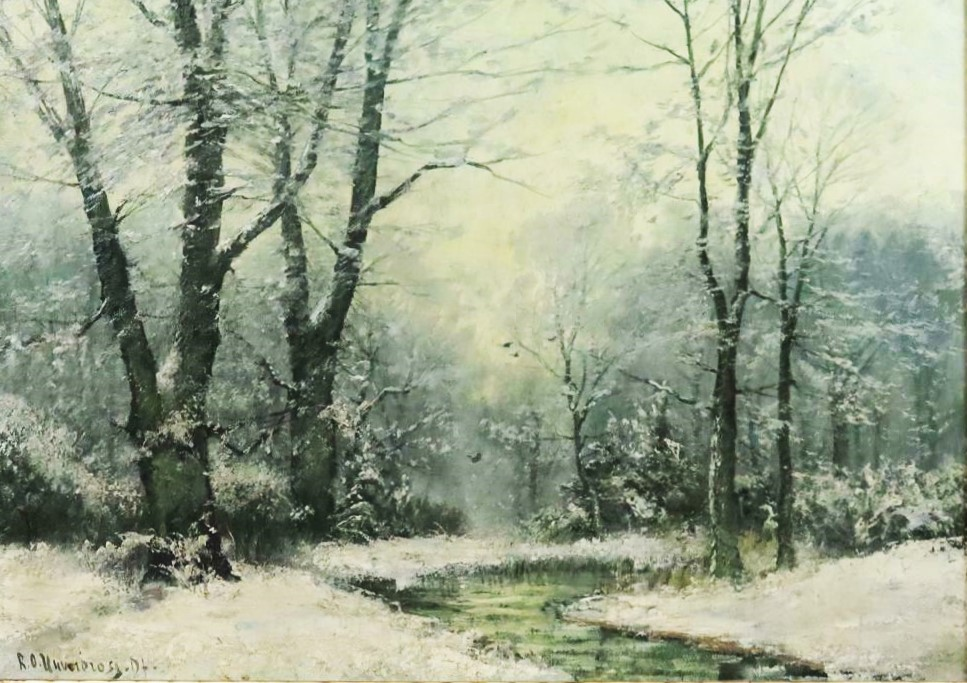
Winterlandschaft, Öl auf Leinwand

Raphael Oskar Unverdross (* 25. September 1873 in Düsseldorf; † 1952) war ein deutscher Landschaftsmaler der Düsseldorfer Schule.

## Leben
Unverdross war Schüler des Düsseldorfer Landschaftsmalers Helmuth Liesegang. Er wirkte in Düsseldorf.